# Glenn Highway

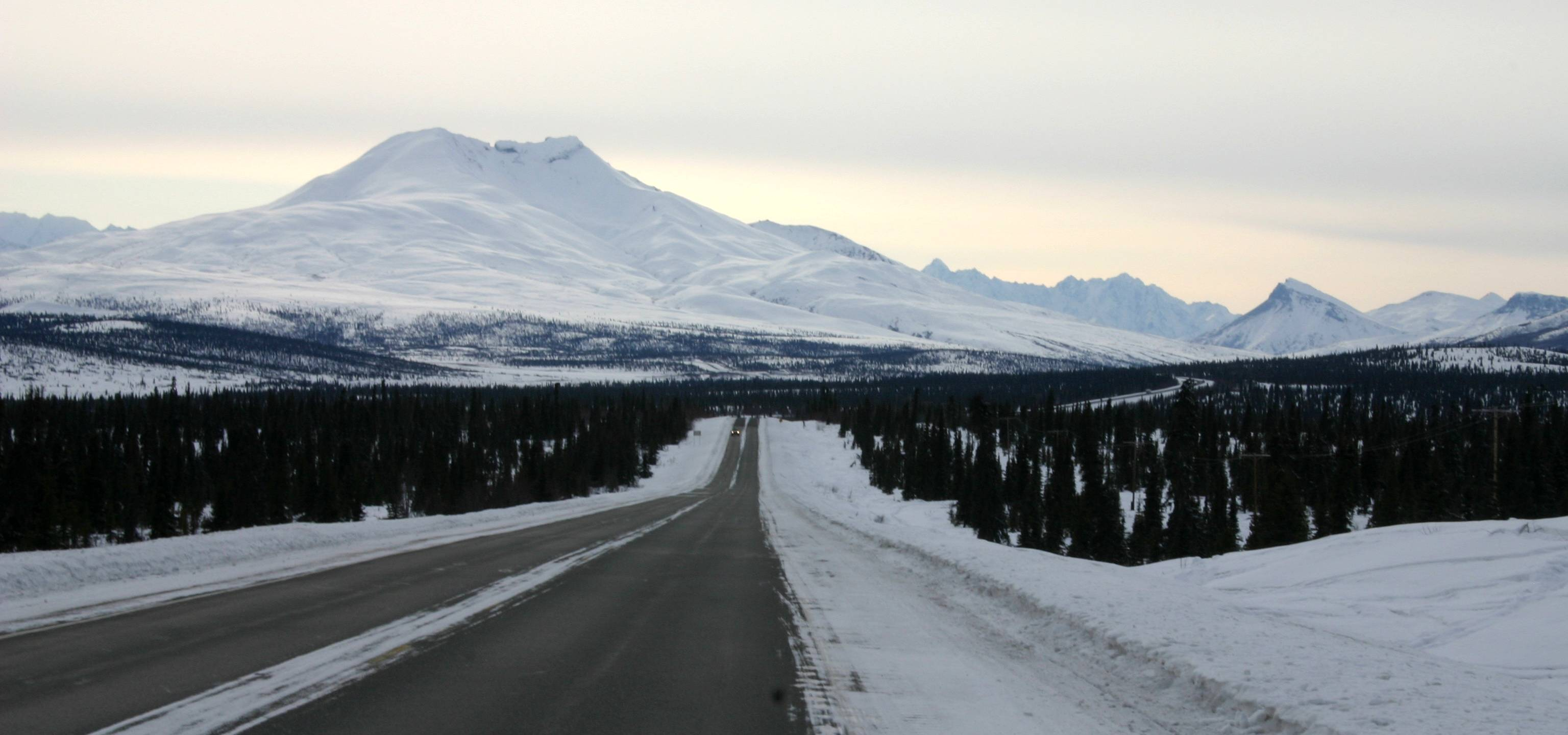
Glenn Highway

Glenn Highway är en landsväg i den amerikanska delstaten Alaska. Den är en del av Alaska Route 1 och löper 301 kilometer från Anchorage nära Merrill Field till Glennallen på Richardson Highway. Tok Cut-Off anses ofta vara en del av Glenn Highway, vilket i så fall ger den en total längd på 528 kilometer.
Vägens ursprung är Palmer Road under 1930-talet, som byggdes för att skapa vägförbindelse med jordbrukskolonin Palmer. Under andra världskriget kompletterades den hela vägen till Glennallen som en del i militärens stora vägbyggeprojekt som också resulterade i Alaska Highway. Vägen band då samman Anchorage till det kontinentala vägnätet.
Vägen är döpt efter kapten Edwin Glenn, som 1898 ledde en arméexpedition för att finna en väg från Alaska till Klondikes guldfält. Vägen asfalterades under 1950-talet.
Den längsta sträckan motorväg i Alaska går främst längs med Glenn Highway, och börjar i norra Anchorage, fortsätter på George Parks Highway och slutar vid Wasillas stadsgräns, vilket ger en total längd på 61 kilometer. Denna vägsträcka är den huvudsakliga metoden att ta sig till Anchorage från övriga Alaska.

## Städer och platser längs med Glenn Highway
- Anchorage (km 0)
- Fort Richardson (km 12)
- Eagle River (km 22)
- Chugiak (km 34)
- Eklutna (km 42)
- Palmer (km 68)
- Sutton (km 98)
- Chickaloon (km 123)
- Matanuska Glacier (km 164)
- Glennallen (km 301)